# Daniel-Salomon Grivaz
Daniel-Salomon Grivaz, ou simplement Daniel Grivaz, né le 10 janvier 1806 à Payerne et mort le 1er février 1881 dans la même ville, est une personnalité politique suisse, membre de l'aile radicale du Parti libéral. Il est député du canton de Vaud au Conseil national de 1848 à 1851.

## Biographie
Daniel-Salomon Grivaz naît le 10 janvier 1806 à Payerne, dans le canton de Vaud. Protestant, originaire de Payerne, il est le fils d'Abraham Grivaz, agriculteur et juge-suppléant au tribunal correctionnel du district, et de Marguerite Jomini. Il reste célibataire.
Préfet de Payerne de 1845 à 1877, il est député des radicaux (aile gauche du parti libéral) au Grand Conseil vaudois de 1839 à 1843 et de 1845 à 1851, ainsi qu'à l'Assemblée constituante vaudoise de 1861. Il est en outre conseiller national  de 1848 à 1851. Membre de l'Association patriotique (qui contribuera à la fondation d'un authentique parti politique radical) et proche d'Henri Druey, Daniel-Salomon Grivaz est un acteur de la révolution radicale de 1845 dans la région payernoise. Durant la guerre du Sonderbund, il est l'un des trois commissaires fédéraux envoyés à Fribourg après la capitulation de la ville.